# کشتی ایالات متحده آمریکا

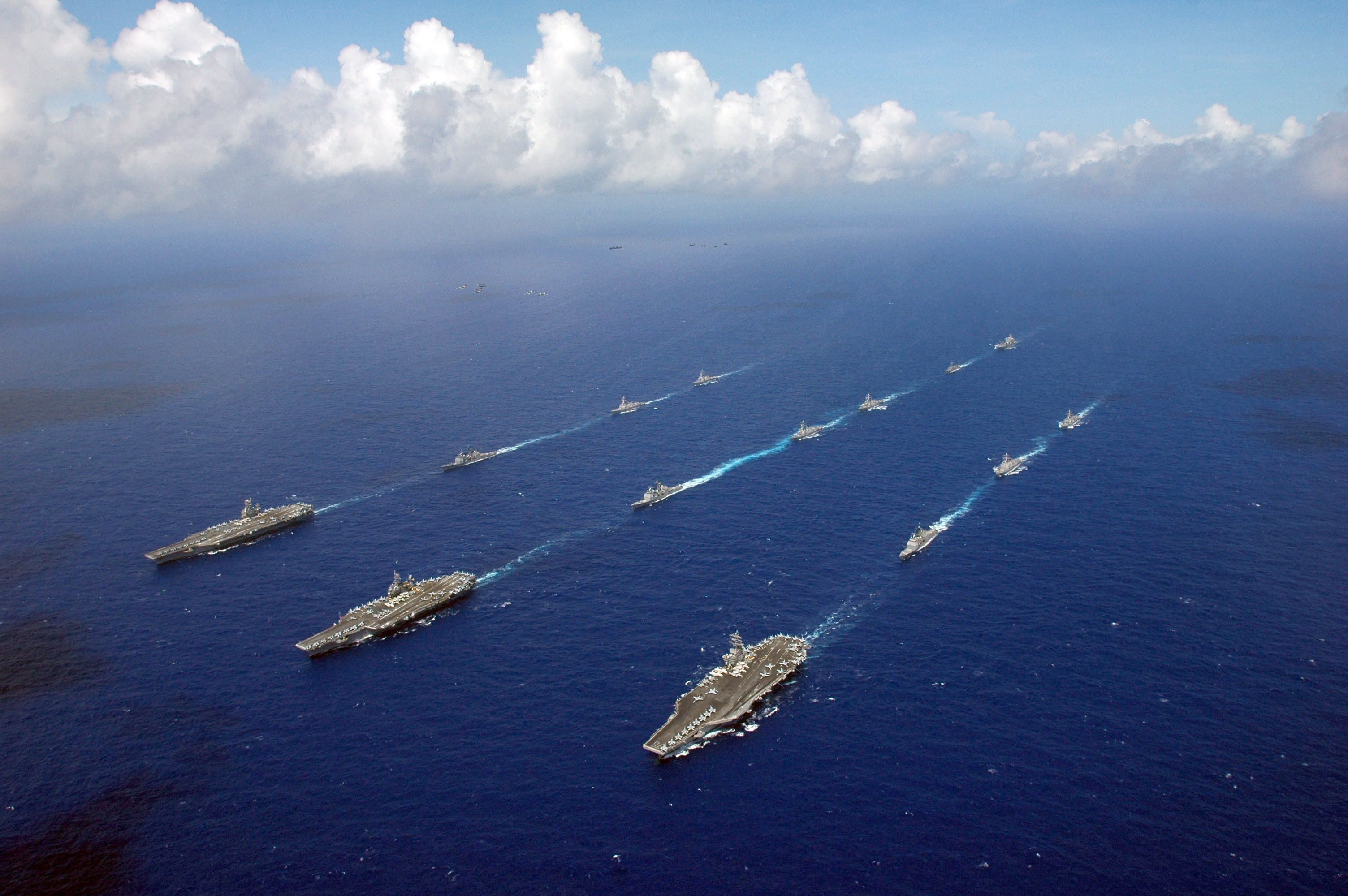
نمایی از چند ناو (کشتی جنگی ایالات متحده)، شامل USS کیتی هاوک، USS رونالد ریگان و USS آبراهام لینکولن در تشکیل نیرویِ ضربتیِ هواپیمابر در دریای فیلیپین. - ۲۰۰۶

کشتی ایالات متحده (به انگلیسی United States Ship) یا به اختصار، USS یا .U.S.S پیشوندی است که به کشتی‌ها (و سایر وسیله‌های نقلیه نظامی همچون زیردریایی) که فعال و عملیاتی هستند و متعلق به نیروی دریایی آمریکا نیز باشند داده می‌شود.
در ابتدای تأسیس نیروی دریایی، معمولاً روشی استانداردی برای نام‌گذاری وجود نداشت تا اینکه در سال ۱۹۰۷، تئودور روزولت، رئیس جمهور وقت آمریکا دستور داد که از این پس باید به نام تمام کشتی‌های نظامی، پیشوندی اضافه شود.
گفتنی است که بعد از این پیشوند می‌توان نام اصلی را آورد. نام اصلی بستگی به نوع وسیله، ایالت سازنده و ... دارد. حتی از نام افراد بزرگ آمریکا نیز به عنوان نام می‌توان استفاده نمود. به عنوان مثال کشتی یواس‌اس رونالد ریگان (USS Ronald Reagan) نام یکی از رئسای جمهور آمریکا را دارد در حالی که یواس‌اس میزوری (USS Missouri) از نام یکی از ایالت‌های آمریکا استفاده می‌کند.
همچنین قابل ذکر است که این روش فقط مختص کشتی‌های عملیاتی و فعال است. کشتی‌ها نظامی پیش از عملیاتی شدن با نام PCU (یا Pre-Commissioning Unit) و بعد از پایان دوان فعالیت و عملیات، فقط با نام عادی خود شناسایی می‌شوند.